# Лісне (Сандиктауський район)
Лісне́ (каз. Лесное) — село у складі Сандиктауського району Акмолинської області Казахстану. Адміністративний центр Лісного сільського округу.
Населення — 687 осіб (2021; 750 у 2009, 809 у 1999, 1050 у 1989).
Національний склад станом на 1989 рік:
- росіяни — 66 %.